# Klucz (Opole)
Klucz ([pronunciación en polaco: /klut͡ʂ/]; en alemán: Klutschau) es un pueblo ubicado en el distrito administrativo (gmina) de Ujazd, en el condado de Strzelce, voivodato de Opole, Polonia. Según el censo de 2011, tiene una población de 190 habitantes.
Está situada aproximadamente a 7 kilómetros al noroeste de Ujazd, a 8 kilómetros al sur de Strzelce Opolskie, y a 36 kilómetros al sureste de la capital regional. Opole.
Antes de 1945, el área fue parte de Alemania.